# Descampsilla sambiranensis
Descampsilla sambiranensis är en insektsart som beskrevs av Wintrebert 1972. Descampsilla sambiranensis ingår i släktet Descampsilla, och familjen gräshoppor. Inga underarter finns listade i Catalogue of Life.